# Francisco Luis Brines Ferrer
Francisco Luis Brines Ferrer (Simat de la Valldigna), més conegut com a Coeter II, és un pilotari valencià, mitger o punter en la modalitat de raspall. És germà del també campió, Miquel, Coeter I. Va debutar amb quinze anys al Zurdo de Gandia, en una etapa on jugava de rest. Després de tornar del servei militar, i havent enganxat algunes partides roïnes, passà a jugar cap a davant.
En 2012 va ser finalista del XXVI Campionat Individual de Raspall Bancaixa, sent derrotat en la final per Waldo. Un any després, però, sí que guanyaria la XXVII edició. En les eleccions municipals de 2007 es presentà a les llistes del Bloc Nacionalista Valencià del seu poble, sense ser-ne escollit.
El 7 de juny de 2018 anuncià la retirada del joc professional.